# Picapauzinho-chocolate
Picapauzinho-chocolate, pica-pau-chocolate ou pica-pau-chocolate-do-oeste (nome científico: Celeus grammicus) é uma espécie de ave pertencente à família dos picídeos. Pode ser encontrada nos seguintes países: Bolívia, Brasil, Colômbia, Equador, Guiana Francesa, Peru e Venezuela. Seu habitat natural é de florestas subtropicais ou tropicais úmidas de baixa altitude.
Seu nome popular em língua inglesa é "Scaly-breasted woodpecker".